# Love Killa
«Love Killa» — сингл южнокорейского хип-хоп бой-бэнда Monsta X, выпущенный 2 ноября 2020 года на лейблах Starship Entertainment и Kakao M.
Версия песни на корейском языке вошла в студийный альбом группы Fatal Love, вместе с песней была представлена экранизация в виде клипа. Японская вышла 16 ноября, в цифровой дистрибуции и компакт-диске 16 декабря, 5 мая вошла в японский альбомы группы Flavors of Love. «Love Killa» победила на двух корейских музыкальных шоу, а также попала в чарт World Digital Songs Billboard на 14 место.
Композиция представляет собой поп и хип-хоп, слова написаны корейским автором Со Джи-Ым, а также участниками группы I.M и Чжухоном, в лирике присутствуют, как вокальные так и рэп-партии с использованием английского языка. Критики положительно оценили трек, некоторые добавляли его в список лучших композиций 2020 года или в истории группы, а также подчеркивали мощный бит и лирику.

## Выпуск и продвижение
«Love Killa» вошла в альбом Fatal Love 2 ноября 2020 года, в этот же день вышла экранизация в виде клипа. После выхода сингла, группа начала продвигаться на корейских музыкальных шоу, они победили на двух из них 10 ноября на The Show и 11 ноября на Show Champion. 
Версия на японском языке вышла 16 ноября, 3 декабря вышел клип. 5 мая эта версия вошла в третий японский альбом группы Flavors of Love.   

### Варианты изданий
Песня вошла в CD-версию альбома Fatal Love. 16 декабря вышла японская физическая версия альбома в CD-версии, в которую также вошла японская версия прошлого сингла «Fantasia». В лимитированную версию вошёл CD-диск в футляре, DVD с процессом создания видеоклипа, фотографии участников группы и фотобук с текстами и авторами песен. В обычную версию, вошёл CD-диск и фотокарточка с участником группы.

## Жанр и тематика песни
«Love Killa» сочетает в себе поп и хип-хоп. Авторами лирики стала Со Джи-Ым, которая ранее писала текст к песни «Shoot Out» а также, Джефф Льюисом и Энди Лав, участники группы I.M и Чжухон приняли участие в написании рэп-партий. Над композицией работали Brother Su, Вилли Уикс и Кайлер Нико. «Love Killa» начинается с фразы Им Чангюна: «Got room for one more». После этого идёт рэп-партия Чжухона на корейском языке, далее вокальная партия Минхёка перед припевом, после которой Чжухон произносит: «Imma slay, imma chill, imma kill». Припев, также является вокальной партией, который исполняет Кихён, Шону и Хёнвон. После вокала снова следует рэп-партия, перед которой Чангюн произносит: «That's right, you, look in my eyes, straight into my eyes and just say „I want you to eat me like a main dish“», далее Чжухон читает рэп на английском и корейском языках, затем снова начинается припев. Вслед за припевом начинается вокальная часть, которую исполняет Минхёк и Шону, а далее снова припев.

## Восприятие

### Коммерческий успех
«Love Killa» дебютировала в чарте World Digital Songs Billboard на 14 месте и на 36 место в японском чарте. Японская версия продалась тиражом 28,175 и тем самым попала на шестое место в японский чарт Top Singles Sales Billboard. В принадлежащем южнокорейской компании Gaon Download Chart сингл стартовал с 9 позиции, а в Digital Chart — со 135 строчки.

### Реакция критиков
Англоязычные критики называли «Love Killa» одним из лучших треков группы. Руби С из NME в своём списке «Каждая песня MONSTA X ранжирована в порядке возрастания» поставил композицию на первое место и написал, что «песня доказательство того, что ребята могут показывать эффектное выступление без необходимости каждый раз перенапрягаться». Люси Форд из Clash также добавила композицию в список «14 лучших песен Monsta X (на данный момент)», она написала про припев, что он «который, как вы ожидаете сносящий крышу, но вместо этого ниспровергнет во что-то гораздо более интимное и угрожающее». Эмилин Трэвис из BuzzFeed добавила песню в список «35 песен, которые помогли определить K-pop в 2020 году» на двадцатое место и написала, что музыкальное видео является «данью уважения одним из лучших криминальных фильмов всех времен». Инейе Комобино из Refinery29 добавила песню в список «29 лучших песен года», по её мнению каждый куплет «впечатляющего» «Love Killa» продемонстрировал, «почему этих шести айдолов нельзя недооценивать».
Корейские авторы тоже остались довольны работой группы.  В The Korea Herald написали, что «возможно, группа немного упростила свою фирменную мощную хореографию, но тем не менее она излучает сильную энергию и заполняют сцену без помощи реквизита», а репортёр их подразделения Herald Pop Пак Со Хён назвала сингл лучшей песней альбома и похвалила группу за её уникальный стиль и за чувственное смешение эмоций в лирике. В рецензии на следующую работу группы, мини-альбом One of a Kind, автор развлекательного портала Osen Чи Мин Кён писала, что именно с выпуском «Love Killa» группа обрела свой стиль и заслуженную популярность.

## Список композиций
| №  | Название     | Текст песни                                   | Музыка                              | Длительность |
| -- | ------------ | --------------------------------------------- | ----------------------------------- | ------------ |
| 1. | «Love Killa» | Со Джи Ым, Чжухон, I.M, Джефф Льюис, Энди Лав | Brother Su, Вилли Уикс, Кайлер Нико | 3:02         |

| №                   | Название                        | Текст песни                                   | Музыка                                                                 | Длительность |
| ------------------- | ------------------------------- | --------------------------------------------- | ---------------------------------------------------------------------- | ------------ |
| 1.                  | «Love Killa (Japanese Version)» | Со Джи-Ым, Чжухон, I.M, Джефф Льюис, Энди Лав | Brother Su, Вилли Уикс, Кайлер Нико                                    | 3:03         |
| 2.                  | «Fantasia (Japanese Version)»   | I.M, Чжухон, Brother Su                       | Вилли Уикс, Brother Su, Мишель Бастиансен, Карлос Окабе, Улоф Линдског | 3:06         |
| Общая длительность: | Общая длительность:             | Общая длительность:                           | Общая длительность:                                                    | 9:09         |

## Награды
| Награды на музыкальных шоу | Награды на музыкальных шоу | Награды на музыкальных шоу | Награды на музыкальных шоу |
| Программа                  | Телеканал                  | Дата получения             | Прим.                      |
| -------------------------- | -------------------------- | -------------------------- | -------------------------- |
| The Show                   | SBS MTV                    | 10 ноября 2020             | [ 3 ]                      |
| Show Champion              | MBC M                      | 11 ноября 2020             | [ 2 ]                      |

## История релиза
| Дата            | Территория | Лейбл                           | Формат               |
| --------------- | ---------- | ------------------------------- | -------------------- |
| 2 ноября 2020   | Мир        | Starship Entertainment, Kakao M | Цифровая дистрибуция |
| 16 декабря 2020 | Япония     | Universal Music Japan           | Компакт-диск         |